# Vil·la romana de Banyeres
La vil·la romana de Banyeres és una vil·la romana situada dins el terme de Son Cervera i localitzada i parcialment excavada gràcies a unes obres a la carretera adjacent el 2012. Es troba als terrenys de la possessió de Son Sard, a la zona de l'antiga alqueria de Banyeres.

## Localització
La vil·la es troba entre els puigs de Son Sard i de Son Corb en una plana regada pel Torrent dels Molins, una zona on l'aigua és abundant i llargament aprofitada per l'agricultura. El relleu és suau i la visibilitat de la mar és bona, cosa que explica que la zona hagi estat sovintejada al llarg de tota la història, tal com ho testimonien els jaciments que hom hi troba.
Aquesta situació explica la tria de l'emplaçament, que afavoria l'aprofitament dels recursos naturals, l'establiment d'un nucli centralitzat per l'explotació agropecuària i la comercialització de la seva producció per mar.

## Història de les excavacions
Per bé que ja s'havien localitzat jaciments arqueològics a la zona i ceràmica romana als entorns de la vil·la, hom en desconeixia l'existència fins que unes obres a la Ma-4034 i la Ma-4032 per construir-hi un carril bici en revelaren les restes. La rellevància i el bon estat de conservació de les estructures varen portar al Consell de Mallorca i l'Ajuntament de Son Servera a ordenar-ne l'excavació. Amb aquest propòsit, es realitzaren dotze sondejos per avaluar la pertinença del traçat.
Atès el potencial del jaciment, el Consell de Mallorca aprovà en ple la declaració de la vil·la com a Bé d'Interès Cultural el desembre de 2017 i la intenció és de convertir-ho en un espai públic visitable, juntament amb el sistema d'aprofitament de l'aigua de la zona.

## Descripció del jaciment
Una de les zones més ben excavades i més ben conegudes són els banys. S'han identificat la palestra, l'apodyterium, el frigidarium, el caldarium i, probablement, el tepidarium, com també l'hipocaust. Pel que fa a la zona de producció, s'han documentat zones d'habitació i dipòsits relacionats amb l'emmagatzematge d'oli o de vi, però encara resten molts d'espais per excavar. A la vil·la també s'ha documentat una necròpolis, però la zona residencial encara no s'ha localitzat.
Sembla que l'explotació a la zona començà en època republicana, a mitjan segle i aC, però la intensitat de les troballes és molt feble fins a l'època altimperial, de manera que hom pensa que la vil·la s'hauria pogut establir el segle i dC; els banys, en qualsevol cas, daten d'aquesta època. La vil·la perllongà el seu ús al llarg de tot l'Imperi, i així els banys no documenten cap fase d'abandonament o enderroc fins al segle v, quan es reutilitzen per una nova funció de producció agrícola: primer en època vàndala (454-534) i, més tard, en època bizantina (a partir del 534).

## Alqueria musulmana
Sembla que la vil·la romana, amb motiu de les seves termes, fou anomenada Balnearia (no testimoniat directament, ans suposat de diverses evidències posteriors), nom que sobrevisqué una vegada ja reconvertides en espais de manufactura agrícola i posteriorment abandonades. El topònim es mantengué després de la conquesta islàmica i a l'arribada dels conqueridors catalans encara es conservava: un document de 1230 atorga als monjos del Monestir de Bellpuig vuit alqueries, entre les quals la d'Albainmeria, i al Llibre del Repartiment apareix el molí Albaynhayra. Per a aquestes grafies hom pot reconstruir la forma al-Banyeira, un mot del romanç andalusí de Mallorca continuador del Balnearia romà.
L'alqueria de Banyeres pervisqué alguns anys i donà nom a un camí, un puig, una font i un port. Amb el temps, la possessió es parcel·là i en desaparegué el record i el nom, avui en dia substituït per nous topònims catalans.